# Jake DeBrusk
Jake DeBrusk (Edmonton, Alberta, 17 de octubre de 1996), apodado Jek the Snek o JD, es un jugador profesional canadiense de hockey sobre hielo que se desempeña en la posición de extremo izquierdo en Boston Bruins, equipo de la National Hockey League (NHL).

## Carrera
Fue seleccionado en la primera ronda en la NHL Entry Draft de 2015. En 2017 hizo su debut profesional con el equipo Boston Bruins, donde lleva jugando siete temporadas.